# Molophilus (Molophilus) brevisectus
Molophilus (Molophilus) brevisectus is een tweevleugelige uit de familie steltmuggen (Limoniidae). De soort komt voor in het Neotropisch gebied.